# Wayne McKoy
Wayne McKoy (Elizabethtown, 26 marzo 1958) è un ex cestista statunitense, professionista in Spagna.

## Carriera
Venne selezionato dai New York Knicks al terzo giro del Draft NBA 1981 (63ª scelta assoluta).